# مختار مشیر دوانی
حاج مختار مشیردوانی (زاده ۱۲۵۸ خورشیدی) بازرگان، سناتور و نماینده بندرعباس در دوره‌های دهم، یازدهم، دوازدهم و سیزدهم مجلس شورای ملی بود.
حاج مختار و از پیشگامان احداث قرنطینه، تغذیه بیماران و کمک مالی هنگام شیوع بیماری تیفوس در سال ۱۳۲۰ در هرمزگان بود.  در سال ۱۳۱۴ به عنوان نماینده بندرعباس به مجلس شورای ملی رفت (دوره دهم) و این کرسی را تا دوره سیزدهم حفظ کرد. با گشایش مجلس سنا در سال ۱۳۲۸ نیز یک دوره سناتور شد.
مشیردوانی از واقفان شاخص در استان هرمزگان محسوب می‌شود ازجمله ۳۵۰۰ هکتار از اراضی در دهنو با نیت رسیدگی به امور ایتام و پرورشگاه وقف شده و همچنین وقف مغازه های تجاری با نیت اطعام مستمندان و تامین هزینه برگزاری مراسم لیالی قدر، عزاداری سیدالشهدا و تلاوت قرآن موقوفات در بازار بندرعباس از دیگر موقوفات او بوده است.
اماکن متعددی در شهرستان بندرعباس همچون یک درمانگاه تخصصی و چندین مدرسه به نام حاج مختار مشیردوانی نام‌گذاری شده است.
شهریار مشیری نماینده  نماینده‌ی حوزه‌ی انتخابیه بندرعباس، حاجی‌آباد، قشم و ابوموسی در دورهٔ هفتم مجلس شورای اسلامی نوهٔ حاج مختار مشیردوانی است.